# Año 0 (programa de televisión)
Año 0 fue un reality show creado en Chile por Canal 13. Esta producción planteó que 22 participantes son los últimos sobrevivientes en el planeta, y que por consiguiente debían adaptarse a las condiciones posteriores a una gran catástrofe; entre otras cosas, esto incluía racionar el agua, la comida y la energía. El programa se transmitió desde el 2 de enero de 2011 hasta el 18 de mayo de 2011 bajo la conducción de Sergio Lagos y la coconducción de Ángela Prieto. Las filmaciones se realizaban desde la comuna de Calera de Tango en Chile. El reality se transmitía de lunes a jueves desde las 22:20 horas.

## Argumento

La serie Lost sirvió de inspiración para el argumento.

El reality show estaba ambientado en el futuro, específicamente luego del año 2012 tras un hipotético fin del mundo, donde los concursantes estaban inmersos en un planeta muy agreste, debido a que se supone que aconteció una gran catástrofe de la cual solo ellos sobrevivieron, además de basarse en ciertos puntos en la película de 2009: 2012.
Alrededor de veinte personas eran los sobrevivientes a eventos cataclísmicos de impacto mundial. A partir de esto, es posible un futuro cercano donde Chile solo tiene algunas porciones de tierra seca. Los participantes debían aprender a sobrevivir con lo que quedó. El hipotético fin del mundo es producto del calentamiento global, el derretimiento de los polos, y los cambios en los ecosistemas del mundo. Por causa de lo anterior, Chile queda totalmente inundado y el reality comenzó en un ambiente post-catástrofe. El lugar estaba en ruinas y había que recuperarlo para vivir. También se debían preservar los pocos recursos naturales asequibles y conservar las especies de animales, teniendo que aprender técnicas de cultivo verticales.
Para que los participantes lograran sobrevivir, contabán con algunos "expertos", entre los que había un guía que les enseñabá cómo recolectar agua y a defenderse de posibles ataques con el fin de proteger la comida, que era un bien escaso. En ese escenario, los concursantes debían aprender a cuidarse y ayudarse mutuamente y a trabajar en equipo y defenderse, ya que había un grupo de ataque a los integrantes del reality muy parecido a Los otros de la serie Lost.

## Producción

Comuna de Calera de Tango en donde se filma el programa.

El programa se estrenó el 2 de enero de 2011 por Canal 13. El centro de operaciones del programa está a una hora de Santiago y, como estrategia, Canal 13 no reveló el lugar para mantener el carácter de aislados. Para realizar el reality Sergio Nakasone se inspiró tanto en películas como en documentales como La Tierra sin humanos, Lost, 2012, The Day After Tomorrow y producciones que relacionadas con el fin del mundo.
Las primeras imágenes que salieron al aire fueron grabadas en el desierto de San Juan, Argentina, donde los participantes tuvieron que dormir en carpas, desprovistos de todo tipo de comodidades, incluso la comida.
La grabación de las primeras ediciones del reality show se realizaron en el parque natural Ischigualasto en Argentina. Las filmaciones eran transmitidas por televisión con cinco días de desfase.
Calera de Tango, en Chile, era el lugar que alojaba al búnker donde se hospedaban los participantes, y donde se realizaban las grabaciones cotidianas. El recinto cuenta con amplios terrenos en los que se incluye una industria abandonada (Zathus), un galpón destruido, además de un domo, lugar especial reservado para los ganadores de la inmunidad y de los juegos de bienestar en el cual se les brindaban todas las comodidades a modo de premio, tales como comidas de lujo, servicios de masaje, etc.

### Casting
El casting para definir a los veinte integrantes de la experiencia comenzó en la semana del 1 de noviembre de 2010. Los concursantes están divididos en un grupo de personajes conocidos y otro de anónimos, los primeros famosos confirmados para este proyecto fueron Valentina Roth, Pilar Cox, Lucky Buzzio (más conocido como "Pichulotote", personaje que interpretaba en la sección "Gato encerrado" de Morandé con Compañía en Mega), y el filántropo Gabriele Benni. El día 27 de diciembre de 2010 se confirmó el grupo completo de 22 integrantes del reality show en donde 8 son famosos y los 14 restantes corresponden a personas desconocidas.

### Promoción
Los 22 participantes grabaron imágenes promocionales desnudos, mostrándose de espaldas totalmente descubiertos, lo que causó de inmediata polémica, recordando que Canal 13 solo hace un par de meses había dejado su línea editorial católica, de la cual perteneció desde sus inicios.

## Participantes
| Participante | Participante                                                                          | Edad | Equipo        | Resultado final                                                | Resultado anterior                   | Estadía  |
| ------------ | ------------------------------------------------------------------------------------- | ---- | ------------- | -------------------------------------------------------------- | ------------------------------------ | -------- |
|              | Pangal Andrade Constructor Civil, Atleta                                              | 26   | Finalista     | Hombre Ganador de Año 0: No queda nada, sólo nosotros          |                                      | 90 días  |
|              | Daniela Neuman Estudiante de Asistencia ejecutiva bilingüe, Anfitriona de restaurante | 26   | Finalista     | Mujer Ganadora de Año 0: No queda nada, sólo nosotros          | 10.ª eliminada En duelo de habilidad | 92 días  |
|              | Frank Lobos Exfutbolista                                                              | 34   | Finalista     | 2.º Lugar Hombres de Año 0: No queda nada, sólo nosotros       |                                      | 116 días |
|              | Susana Salinas Secretaria Administrativa, Promotora                                   | 26   | Finalista     | 2.º Lugar Mujeres de Año 0: No queda nada, sólo nosotros       |                                      | 116 días |
|              | Cristián Menares Personal trainer                                                     | 29   | Semifinalista | Semifinalista Eliminado de Año 0: No queda nada, sólo nosotros | Expulsado Por transgredir las reglas | 71 días  |
|              | Claudio Valdivia Futbolista                                                           | 24   | Semifinalista | Semifinalista Eliminado de Año 0: No queda nada, sólo nosotros |                                      | 101 días |
|              | Jacqueline Gaete Modelo, Bailarina, Ex Chica Mekano                                   | 25   | Semifinalista | Semifinalista Eliminada de Año 0: No queda nada, sólo nosotros |                                      | 65 días  |
|              | Roxana Muñoz Modelo, Bailarina, Ex-Miss Playboy                                       | 29   | Semifinalista | Semifinalista Eliminada de Año 0: No queda nada, sólo nosotros |                                      | 116 días |
|              | Gabriele Benni Empresario                                                             | 55   | Individuales  | 19.º eliminado En duelo de destreza                            |                                      | 113 días |
|              | Constanza Varela Actriz                                                               | 20   | Individuales  | 18.ª eliminada En duelo de destreza                            |                                      | 98 días  |
|              | Mario Ortega Estudiante de electricidad                                               | 23   | Individuales  | 17.º eliminado En duelo de destreza                            |                                      | 50 días  |
|              | Carolina Molina Cantante                                                              | 29   | Individuales  | 16.ª eliminada En duelo de habilidad                           |                                      | 46 días  |
|              | Claudio Doenitz Fotógrafo                                                             | 29   | Individuales  | 15.º eliminado En duelo de habilidad                           |                                      | 95 días  |
|              | Daniel Morón Exfutbolista, Empresario                                                 | 51   | Refundación   | 14.º eliminado En duelo de habilidad                           |                                      | 89 días  |
|              | Lucky Buzzio Personal trainer, Humorista, Luchador                                    | 37   | Porvenir      | 13.er eliminado En duelo de destreza                           |                                      | 82 días  |
|              | Juan Pablo Matulic Modelo, Ingeniero                                                  | 29   | Refundación   | 12.º eliminado En duelo de destreza                            |                                      | 27 días  |
|              | Camila Andrade Modelo, Estudiante de terapia ocupacional                              | 20   | Refundación   | 11.ª eliminada En duelo de equilibrio                          |                                      | 20 días  |
|              | Carla Vargas Estudiante de Derecho                                                    | 19   | Refundación   | 9.ª eliminada En duelo de destreza                             |                                      | 57 días  |
|              | Lissette Sierra Modelo, Ex-Miss Chile                                                 | 32   | Refundación   | 8.ª eliminada En duelo de destreza                             |                                      | 50 días  |
|              | Álvaro Burucker (†) Publicista                                                        | 46   | Refundación   | 7.º eliminado En duelo de equilibrio                           |                                      | 43 días  |
|              | José Véliz Obrero, Cantante aficionado                                                | 27   | Porvenir      | Expulsado Por transgredir reglas                               |                                      | 43 días  |
|              | Denisse Navarrete Estudiante de publicidad                                            | 23   | Esperanza     | 6.ª eliminada En duelo de destreza                             |                                      | 36 días  |
|              | Ignacio Benítez Publicista                                                            | 27   | Esperanza     | 5.º eliminado En duelo de agilidad                             |                                      | 9 días   |
|              | María Belén Jerez Modelo, Estudiante de Odontología                                   | 20   | Esperanza     | 4.ª eliminada En duelo de equilibrio                           |                                      | 24 días  |
|              | Maximiliano Cruchaga Profesor de karate, Instructor de defensa personal               | 23   | Renacer       | Abandona por motivos personales                                |                                      | 23 días  |
|              | Matias Reyes Estudiante de ciencias criminalísticas                                   | 26   | Esperanza     | Abandona por motivos personales                                |                                      | 20 días  |
|              | Pilar Cox Psicóloga, Animadora                                                        | 48   | Esperanza     | 3.ª eliminada En duelo de habilidad                            |                                      | 18 días  |
|              | Roberto Martínez Baloncestista, Modelo                                                | 23   | Esperanza     | Abandona por motivos personales                                |                                      | 13 días  |
|              | Francisca Rivera Estudiante                                                           | 19   | Renacer       | 2.ª eliminada En duelo de fuerza                               |                                      | 12 días  |
|              | María Paz Schmidt Promotora, Estudiante de diseño                                     | 22   | Esperanza     | 1.ª eliminada En duelo de destreza                             |                                      | 6 días   |
|              | Valentina Roth Bailarina, Gimnasta                                                    | 19   | Esperanza     | Abandona por motivos personales                                |                                      | 3 días   |

- Participantes:

     Participante Hombre.
     Participante Mujer.
- Semana 1 - 6:
  - Semana 1 - Antes de la 2.ª competencia de Equipos:

     Participante equipo Renacer.
     Participante equipo Esperanza.
- - 2.ª competencia de Equipos - Semana 6:

     Participante equipo Renacer.
     Participante equipo Esperanza.
- Semana 7 - 14:

     Participante equipo Porvenir.
     Participante equipo Refundación.
- Día 90 - 113:

     Participantes Individuales.
- Día 114 - 116:
  - Participantes Finalistas

     Daniela - Pangal
     Susana - Cristián
     Jacqueline - C. Valdivia
     Roxana - Frank

### Participantes en competencias anteriores
| Camila Andrade     | Calle 7 (cuarta temporada) Calle 7 (quinta temporada) Calle 7 (sexta temporada)                                                           | 2010 2010-2011           | 16.a eliminada 6.a eliminada Retirada                                       |
| Carolina Molina    | Rojo Fama Contrafama Mekano: El Juego Se Acabó Fiebre de baile I                                                                          | 2003 2006 2009           | 1.ª eliminada 10 eliminada 3.er lugar                                       |
| Daniela Neuman     | Fear Factor Chile, capítulo 1 | 2010                     | 2.º lugar                                                                   |
| Denisse Navarrete  | Elígeme | 2010                     | Cita con Rodrigo Meza                                                       |
| Francisca Rivera   | Elígeme II | 2010                     | Cita con Carlos Nair Menem                                                  |
| Gabriele Benni     | Fiebre de baile III Fiebre de baile: Especial II                                                                                          | 2010                     | 6.º eliminado                                                               |
| Jacqueline Gaete   | Mekano: El Juego Se Acabó Mekano: La Akademia                                                                                             | 2006 2007                | Desconocido Finalista                                                       |
| Juan Pablo Matulic | Pelotón I El baile en TVN (tercera temporada)                                                                                             | 2007                     | 1.er lugar 5.to lugar                                                       |
| María Paz Schmidt  | Elígeme Fear Factor Chile, capítulo 5 | 2010                     | Cita con André Etchevers 1.er lugar                                         |
| Mario Ortega       | Amor ciego II 1810 Fiebre de baile I | 2007 2009                | 1.er lugar 16.º eliminado 8.º eliminado                                     |
| Pangal Andrade     | Fear Factor Chile, capítulo 6 | 2010                     | 1.er lugar                                                                  |
| Roberto Martínez   | Elígeme, capítulo 4. | 2010                     | Sin cita                                                                    |
| Valentina Roth     | Rojo Calle 7 (primera temporada) Calle 7 (segunda temporada) Calle 7 (tercera temporada) Fiebre de baile III Fiebre de baile: Especial II | 2008 2009 2009-2010 2010 | Última eliminada 2.º lugar 23.ª eliminada Abandona 17.ª eliminada 2.º lugar |

## Audiencia
| Horário              | # Eps. | Estreno            | Estreno         | Final              | Final           | Posición | Temporada | Medio |
| Horário              | # Eps. | Data               | Primer capítulo | Data               | Último capítulo | Posición | Temporada | Medio |
| -------------------- | ------ | ------------------ | --------------- | ------------------ | --------------- | -------- | --------- | ----- |
| Domingo-jueves 22:20 | 85     | 2 de enero de 2011 | 18,5            | 18 de mayo de 2011 | 22,9            | 1        | 2011      | 16,8  |

## Fases de la competencia

### Grupales
| Semanas:     | 1 - 6            | 1 - 6             |  | 7 - 14           | 7 - 14             |
| Equipos:     | Renacer          | Esperanza         |  | Porvenir         | Refundación        |
| Equipos:     | Renacer          | Esperanza         |  | Porvenir         | Refundación        |
| Integrantes: | Álvaro Burucker  | Cristián Menares  |  | Constanza Varela | Álvaro Burucker    |
| Integrantes: | Carla Vargas     | Denisse Navarrete |  | Daniela Neuman   | Carla Vargas       |
| Integrantes: | Claudio Doenitz  | Frank Lobos       |  | Frank Lobos      | Claudio Doenitz    |
| Integrantes: | Daniel Morón     | Gabriele Benni    |  | Gabriele Benni   | Claudio Valdivia   |
| Integrantes: | Daniela Neuman   | María Belén Jerez |  | José Véliz       | Cristián Menares   |
| Integrantes: | Francisca Rivera | María Paz Schmidt |  | Lucky Buzzio     | Daniel Morón       |
| Integrantes: | José Véliz       | Matías Reyes      |  | Pangal Andrade   | Lissette Sierra    |
| Integrantes: | Lissette Sierra  | Pilar Cox         |  | Roxana Muñoz     | Susana Salinas     |
| Integrantes: | Lucky Buzzio     | Roberto Martínez  |  | Carolina Molina  | Camila Andrade     |
| Integrantes: | Max Cruchaga     | Susana Salinas    |  | Mario Ortega     | Jacqueline Gaete   |
| Integrantes: | Roxana Muñoz     | Valentina Roth    |  |                  | Juan Pablo Matulic |
| Integrantes: | Pangal Andrade   | Constanza Varela  |  |                  |                    |
| Integrantes: | Claudio Valdivia |                   |  |                  |                    |
| Integrantes: | Ignacio Benítez  |                   |  |                  |                    |

### Individuales
| Días:          | 90 - 113         | 90 - 113         |  | 114 - 116           | 114 - 116           | 114 - 116           | 114 - 116           | 114 - 116           | 114 - 116           | 114 - 116           | 114 - 116           | 114 - 116           |
| Instancia:     | Individuales     | Individuales     |  | "Año 0: Gran Final" | "Año 0: Gran Final" | "Año 0: Gran Final" | "Año 0: Gran Final" | "Año 0: Gran Final" | "Año 0: Gran Final" | "Año 0: Gran Final" | "Año 0: Gran Final" | "Año 0: Gran Final" |
| Instancia:     | Individuales     | Individuales     |  | Semifinales         | Semifinales         |                     | Final               | Final               |                     | Ganador             | Ganadora            |                     |
| Instancia:     | Hombres          | Mujeres          |  | Hombres             | Mujeres             |                     | Hombres             | Mujeres             |                     | Ganador             | Ganadora            |                     |
| Participantes: | Claudio Doenitz  | Carolina Molina  |  | Claudio Valdivia    | Daniela Neuman      |                     | Frank Lobos         | Daniela Neuman      |                     | Pangal Andrade      | Daniela Neuman      |                     |
| Participantes: | Claudio Valdivia | Constanza Varela |  | Cristián Menares    | Jacqueline Gaete    |                     | Pangal Andrade      | Susana Salinas      |                     |                     |                     |                     |
| Participantes: | Cristián Menares | Daniela Neuman   |  | Frank Lobos         | Roxana Muñoz        |                     |                     |                     |                     |                     |                     |                     |
| Participantes: | Frank Lobos      | Jacqueline Gaete |  | Pangal Andrade      | Susana Salinas      |                     |                     |                     |                     |                     |                     |                     |
| Participantes: | Gabriele Benni   | Roxana Muñoz     |  |                     |                     |                     |                     |                     |                     |                     |                     |                     |
| Participantes: | Mario Ortega     | Susana Salinas   |  |                     |                     |                     |                     |                     |                     |                     |                     |                     |
| Participantes: | Pangal Andrade   |                  |  |                     |                     |                     |                     |                     |                     |                     |                     |                     |

## Tabla Resumen

### Competencia Por Equipos
| Participante | Semana    | Semana    | Semana    | Semana    | Semana    | Semana    | Semana    | Semana    | Semana    | Semana    | Semana    | Semana    | Semana    | Semana    |
| Participante | 1         | 2         | 3         | 4         | 5         | 6         | 7         | 8         | 9         | 10        | 11        | 12        | 13        | 14        |
| ------------ | --------- | --------- | --------- | --------- | --------- | --------- | --------- | --------- | --------- | --------- | --------- | --------- | --------- | --------- |
| Benni        | Salvado   | Gana      | Salvado   | Salvado   | Salvado   | Salvado   | Gana      | Gana      | Gana      | Salvada   | Gana      | Gana      | Salvado   | Gana      |
| Carolina     |           |           |           |           |           |           |           |           | Gana      | Nominada  | Gana      | Gana      | Salvada   | Gana      |
| C. Doenitz   | Gana      | Salvado   | Gana      | Gana      | Gana      | Gana      | Salvado   | Salvado   | Salvado   | Gana      | Salvado   | Salvado   | Gana      | Nominado  |
| C. Valdivia  |           |           | Salvado   | Inmune    | Salvado   | Salvado   | Nominado  | Salvado   | Salvado   | Gana      | Salvado   | Nominado  | Gana      | Salvado   |
| Constanza    |           | Gana      | Salvada   | Salvada   | Salvada   | Salvada   | Gana      | Gana      | Gana      | Salvada   | Gana      | Gana      | Salvada   | Gana      |
| Frank        | Inmune    | Gana      | Salvado   | Salvado   | Salvado   | Salvado   | Gana      | Gana      | Gana      | Salvado   | Gana      | Gana      | Salvado   | Gana      |
| Jacqueline   |           |           |           |           |           |           |           |           | Inmune    | Gana      | Nominada  | Salvada   | Gana      | Salvada   |
| Mario        |           |           |           |           |           |           |           |           | Gana      | Inmune    | Gana      | Gana      | Inmune    | Gana      |
| Pangal       |           |           |           |           | Gana      | Gana      | Gana      | Gana      | Gana      | Salvado   | Inmune    | Inmune    | Nominado  | Gana      |
| Roxana       | Gana      | Salvada   | Gana      | Inmune    | Inmune    | Gana      | Gana      | Gana      | Gana      | Salvada   | Gana      | Gana      | Salvada   | Gana      |
| Susana       | Nominada  | Inmune    | Nominada  | Salvada   | Salvada   | Nominada  | Salvada   | Salvada   | Nominada  | Gana      | Salvada   | Salvada   | Gana      | Salvada   |
| Daniel       | Gana      | Salvado   | Gana      | Gana      | Inmune    | Gana      | Salvado   | Salvado   | Inmune    | Gana      | Salvado   | Salvado   | Gana      | Eliminado |
| Lucky        | Gana      | Salvado   | Gana      | Gana      | Gana      | Gana      | Inmune    | Gana      | Gana      | Salvado   | Gana      | Gana      | Eliminado |           |
| Juan Pablo   |           |           |           |           |           |           |           |           | Salvado   | Gana      | Salvado   | Eliminado |           |           |
| Camila       |           |           |           |           |           |           |           |           | Salvada   | Gana      | Eliminada |           |           |           |
| Daniela      | Gana      | Nominada  | Gana      | Gana      | Gana      | Gana      | Inmune    | Gana      | Gana      | Eliminada |           |           |           |           |
| Carla        | Gana      | Salvada   | Inmune    | Gana      | Gana      | Inmune    | Salvada   | Nominada  | Eliminada |           |           |           |           |           |
| Lisette      | Gana      | Salvada   | Gana      | Gana      | Gana      | Gana      | Salvada   | Eliminada |           |           |           |           |           |           |
| Álvaro       | Gana      | Salvado   | Gana      | Gana      | Gana      | Gana      | Eliminado |           |           |           |           |           |           |           |
| Cristian     | Salvado   | Inmune    | Inmune    | Salvado   | Nominado  | Inmune    | Expulsado |           |           |           |           |           |           |           |
| José         | Gana      | Salvado   | Gana      | Gana      | Gana      | Gana      | Expulsado |           |           |           |           |           |           |           |
| Denisse      | Salvada   | Gana      | Salvada   | Nominada  | Salvada   | Eliminada |           |           |           |           |           |           |           |           |
| Ignacio      |           |           |           | Salvado   | Eliminado |           |           |           |           |           |           |           |           |           |
| Belén        | Salvada   | Gana      | Salvada   | Eliminada |           |           |           |           |           |           |           |           |           |           |
| Max          | Gana      | Salvado   | Abandona  |           |           |           |           |           |           |           |           |           |           |           |
| Matias       | Salvado   | Gana      | Abandona  |           |           |           |           |           |           |           |           |           |           |           |
| Pilar        | Salvada   | Gana      | Eliminada |           |           |           |           |           |           |           |           |           |           |           |
| Roberto      | Salvado   | Abandona  |           |           |           |           |           |           |           |           |           |           |           |           |
| Francisca    | Gana      | Eliminada |           |           |           |           |           |           |           |           |           |           |           |           |
| María Paz    | Eliminada |           |           |           |           |           |           |           |           |           |           |           |           |           |
| Valentina    | Abandona  |           |           |           |           |           |           |           |           |           |           |           |           |           |

     El participante gana junto a su equipo la semana.
     El participante gana la inmunidad.
     El participante pierde junto a su equipo, pero no es nominado.
     El participante pierde junto a su equipo la semana y es nominado por su propio equipo.
     El participante pierde junto a su equipo la semana y es nominado por el equipo contrario.
     El participante es nominado, pierde el duelo de eliminación y posteriormente es eliminado de la competencia.
     El Participante abandona la competencia.
     El participante es Expulsado de competencia.

### Competencia Individual
| Participante | Semana    | Semana    | Semana    | Semana | Semana |  |
| Participante | 15        | 16        | 17        |        |        |  |
| ------------ | --------- | --------- | --------- | ------ | ------ |  |
| C. Valdivia  | Inmune    | Gana      | Salvado   |        |        |  |
| Cristian     | Gana      | Salvado   | Salvado   |        |        |  |
| Daniela      | Salvada   | Inmune    | Inmune    |        |        |  |
| Frank        | Salvado   | Salvado   | Nominado  |        |        |  |
| Jacqueline   | Inmune    | Gana      | Inmune    |        |        |  |
| Pangal       | Salvado   | Inmune    | Inmune    |        |        |  |
| Roxana       | Nominada  | Nominada  | Inmune    |        |        |  |
| Susana       | Salvada   | Salvada   | Inmune    |        |        |  |
| Benni        | Salvado   | Nominado  | Eliminado |        |        |  |
| Constanza    | Gana      | Eliminada |           |        |        |  |
| Mario        | Nominado  | Eliminado |           |        |        |  |
| Carolina     | Eliminada |           |           |        |        |  |
| C. Doenitz   | Eliminado |           |           |        |        |  |

     El participante gana la competencia individual
     El participante obtiene el primer lugar en la competencia individual y obtiene la inmunidad.
     El participante pierde la competencia individual, pero no es nominado.
     El participante queda en el último lugar de las competencias por géneros, y es nominado.
     El participante es nominado por sus compañeros en el consejo.
     El participante es nominado, pierde el duelo de eliminación y posteriormente es eliminado.

## Votos del consejo de eliminación

### Equipos
Cada semana se llevaban a cabo dos consejos de eliminación: uno en el que el equipo perdedor de las competencias de equipo, que conceden inmunidad grupal, vota a un integrante de su mismo equipo y otro en el equipo ganador vota a un participante del equipo derrotado. El equipo perdedor elegía el sexo del primer (de la primera) duelista, teniendo el equipo ganador que elegir a alguien del mismo sexo. Si existiese un empate, el inmune debía desempatar.

### Votación
| Semana:              | 1                    | 2                    | 3                 | 4                     | 5                   | 6                 | 7                     | 8                  | 9                 | 10                 | 11                   | 12                    | 13               | 14                   |  |
| -------------------- | -------------------- | -------------------- | ----------------- | --------------------- | ------------------- | ----------------- | --------------------- | ------------------ | ----------------- | ------------------ | -------------------- | --------------------- | ---------------- | -------------------- |  |
| Gobernadores:        | Valentina Frank      | Susana Cristián      | Carla Cristián    | Roxana C. Valdivia    | Roxana Daniel       | Carla Cristián    | Daniela Lucky Benni3  | Susana Pangal 4    | Jacqueline Daniel | Daniela5 Mario     | Pangal6              | Pangal                | Mario            | Sin Inmune7          |  |
| Equipo ganador:      | Renacer              | Esperanza            | Renacer           | Renacer               | Renacer             | Renacer           | Porvenir              | Porvenir           | Porvenir          | Refundación        | Porvenir             | Porvenir              | Refundación      | Porvenir             |  |
| Carolina             |                      |                      |                   |                       |                     |                   |                       |                    | Susana            | Constanza          | Jacqueline           | Juan Pablo            | Lucky            | C. Doenitz           |  |
| C. Doenitz           | María Paz            | Carla                | Constanza         | María Belén           | C. Valdivia         | Susana            | Álvaro                | Lissette           | Camila            | Carolina           | Camila               | C. Valdivia           | Pangal           | Daniel               |  |
| C. Valdivia          |                      |                      | Pilar             | Denisse               | Ignacio             | Denisse           | Álvaro                | Lissette           | Carla             | Carolina           | Camila               | C. Doenitz            | Pangal           | C. Doenitz           |  |
| Constanza            |                      | Daniela              | Matías            | Cristián              | Ignacio             | Denisse           | C. Valdivia           | Susana             | Camila            | Pangal             | Susana               | Juan Pablo            | Pangal           | C. Doenitz           |  |
| Cristián             | Susana               | Daniela              | Pilar             | Benni                 | C. Valdivia         | Constanza         | Álvaro                |                    |                   |                    |                      |                       |                  |                      |  |
| Daniela              | María Paz            | Francisca            | Susana            | María Belén           | Cristián            | Susana            | C. Valdivia           | Carla              | Susana            | Carolina           |                      |                       |                  |                      |  |
| Frank                | Susana               | Daniela              | Pilar             | Denisse               | Ignacio             | Denisse           | C. Valdivia           | Carla              | Susana            | Daniela            | Jacqueline           | Juan Pablo            | Lucky            | C. Doenitz           |  |
| Benni                | Susana               | Daniela              | Pilar             | Denisse               | Ignacio             | Denisse           | C. Doenitz            | Carla              | Susana            | Daniela            | Jacqueline           | Juan Pablo            | Lucky            | C. Doenitz           |  |
| Jacqueline           |                      |                      |                   |                       |                     |                   |                       |                    | Carla             | Carolina           | Camila               | C. Valdivia           | Pangal           | Daniel               |  |
| Mario                |                      |                      |                   |                       |                     |                   |                       |                    | Susana            | Daniela            | Jacqueline           | Daniel                | Lucky            | C. Doenitz           |  |
| Pangal               |                      |                      |                   |                       | Cristián            | Susana            | C. Valdivia           | Carla              | Camila            | Constanza          | Jacqueline           | Daniel                | Benni            | C. Doenitz           |  |
| Roxana               | María Paz            | Francisca            | Susana            | María Belén           | C. Valdivia         | Constanza         | C. Doenitz            | Susana             | Camila            | Daniela            | Jacqueline           | Juan Pablo            | Lucky            | C. Doenitz           |  |
| Susana               | Pilar                | Daniela              | Pilar             | Benni                 | Ignacio             | Constanza         | Álvaro                | Daniel             | Camila            | Carolina           | Camila               | C. Valdivia           | Pangal           | Daniel               |  |
| Daniel               | María Paz            | Francisca            | Susana            | María Belén           | Cristián            | Susana            | Álvaro                | Lissette           | Carla             | Carolina           | Camila               | C. Doenitz            | Pangal           | C. Doenitz           |  |
| Lucky                | María Paz            | Francisca            | Susana            | María Belén           | Cristián            | Susana            | C. Doenitz            | Susana             | Susana            | Daniela            | Jacqueline           | Juan Pablo            | Pangal           |                      |  |
| Juan Pablo           |                      |                      |                   |                       |                     |                   |                       |                    | Carla             | Carolina           | Camila               | C. Valdivia           |                  |                      |  |
| Camila               |                      |                      |                   |                       |                     |                   |                       |                    | Carla             | Carolina           | Daniel               |                       |                  |                      |  |
| Carla                | María Paz            | Francisca            | María Belén       | María Belén           | Cristián            | Constanza         | Álvaro                | C. Valdivia        | Camila            |                    |                      |                       |                  |                      |  |
| Lissette             | María Paz            | Francisca            | María Belén       | María Belén           | Cristián            | Susana            | Álvaro                | C. Doenitz         |                   |                    |                      |                       |                  |                      |  |
| Álvaro               | María Paz            | Roxana               | Susana            | Constanza             | C. Valdivia         | Constanza         | Daniel                |                    |                   |                    |                      |                       |                  |                      |  |
| José                 | Pilar                | Lissette             | Constanza         | Constanza             | C. Valdivia         | Constanza         | C. Valdivia           |                    |                   |                    |                      |                       |                  |                      |  |
| Denisse              | Pilar                | Daniela              | Pilar             | Benni                 | C. Valdivia         | Constanza         |                       |                    |                   |                    |                      |                       |                  |                      |  |
| Ignacio              |                      |                      |                   | Denisse               | C. Valdivia         |                   |                       |                    |                   |                    |                      |                       |                  |                      |  |
| María Belén          | Pilar                | Daniela              | Pilar             | Benni                 |                     |                   |                       |                    |                   |                    |                      |                       |                  |                      |  |
| Max                  | Pilar                | Carla                | Susana            |                       |                     |                   |                       |                    |                   |                    |                      |                       |                  |                      |  |
| Matías               | Pilar                | Daniela              | Pilar             |                       |                     |                   |                       |                    |                   |                    |                      |                       |                  |                      |  |
| Pilar                | Susana               | Daniela              | Matías            |                       |                     |                   |                       |                    |                   |                    |                      |                       |                  |                      |  |
| Roberto              | Susana               | Daniela              |                   |                       |                     |                   |                       |                    |                   |                    |                      |                       |                  |                      |  |
| Francisca            | Pilar                | Carla                |                   |                       |                     |                   |                       |                    |                   |                    |                      |                       |                  |                      |  |
| María Paz            | Pilar                |                      |                   |                       |                     |                   |                       |                    |                   |                    |                      |                       |                  |                      |  |
| Valentina            | [ n 1 ]              |                      |                   |                       |                     |                   |                       |                    |                   |                    |                      |                       |                  |                      |  |
| Nominado perdedores: | Susana1 5/10 votos   | Francisca 6/11 votos | Pilar 8/10 votos  | Denisse2 4/9 votos    | Ignacio 5/8 votos   | Denisse 4/7 votos | Álvaro 7/8 votos      | Lissette 3/6 votos | Carla 5/8 votos   | Daniela 5/9 votos  | Camila 6/7 votos     | C. Valdivia 4/6 votos | Lucky 5/8 votos  | Daniel 3/5 votos     |  |
| Nominado ganadores:  | María Paz 8/11 votos | Daniela 10/10 votos  | Susana 6/10 votos | María Belén 7/9 votos | Cristián 6/10 votos | Susana 6/10 votos | C. Valdivia 5/8 votos | Carla 4/7 votos    | Susana 6/9 votos  | Carolina 7/7 votos | Jacqueline 7/8 votos | Juan Pablo 6/8 votos  | Pangal 5/5 votos | C. Doenitz 7/7 votos |  |
| Eliminado:           | María Paz            | Francisca            | Pilar             | María Belén           | Ignacio             | Denisse           | Álvaro                | Lissette           | Carla             | Daniela            | Camila               | Juan Pablo            | Lucky            | Daniel               |  |

1. ↑  Abandona en la respectiva semana, horas/días antes de la nominación en la cual debía votar.

- Nota 1: Frank, tras la partida de la inmune mujer, Valentina, debió desempatar entre Susana y Pilar. Él votó a Susana.
- Nota 2: Claudio Valdivia, por ser el inmune del equipo perdedor, debió desempatar entre Denisse y Benni. Él votó a Denisse.
- Nota 3: Benni obtiene la inmunidad por votación del público.
- Nota 4: En la semana 8, no hubo inmunidad debido a la poca cantidad de participantes, provocada por la expulsión de José y Cristián, sumada a la eliminación de Álvaro.
- Nota 5: Daniela renuncia a la inmunidad por problemas emocionales.
- Nota 6: Desde la semana 11 hasta que comiencen las competencias individuales, las mujeres no competirán por la inmunidad, pues en cada equipo se alcanzó el número mínimo de integrantes.
- Nota 7: Esta corresponde a la última semana de competencias por equipos, ya que a partir de la semana 15 las competencias individuales se llevaran a cabo. De esta forma, no hubo competencia de inmunidad, y, por lo tanto, el gobernador anterior (en este caso, Mario), continuó ocupando el cargo.

### Individuales
| Semana:            | 15               | 15                | 16               | 16                | 17              |
| ------------------ | ---------------- | ----------------- | ---------------- | ----------------- | --------------- |
| Inmune:            | C. Valdivia      | Jacqueline        | Pangal           | Daniela           | Pangal          |
| C. Valdivia        | Cristián         | Daniela           | Cristián         | Susana            | Benni           |
| Cristián           | Mario            | Roxana            | Benni            | Roxana            | Benni           |
| Daniela            | Mario            | Roxana            | Frank            | Roxana            | Cristián        |
| Frank              | Cristián         | Daniela           | Cristián         | Susana            | Benni           |
| Jacqueline         | Mario            | Roxana            | Benni            | Roxana            | Benni           |
| Pangal             | Mario            | Roxana            | Benni            | Roxana            | Benni           |
| Roxana             | Cristián         | Daniela           | Cristián         | Susana            | Cristián        |
| Susana             | Mario            | Roxana            | Benni            | Roxana            | Benni           |
| Benni              | Cristián         | Susana            | Cristián         | Susana            | Cristián        |
| Constanza          | Mario            | Roxana            | C. Valdivia      | Roxana            |                 |
| Mario              | Pangal           | Roxana            | Benni            |                   |                 |
| Carolina           | Cristián         | Roxana            |                  |                   |                 |
| C. Doenitz         | Mario            |                   |                  |                   |                 |
| Nominado Perdedor: | C. Doenitz       | Carolina          | Mario            | Constanza         | Frank           |
| Nominado Consejo:  | Mario 7/13 votos | Roxana 8/12 votos | Benni 5/11 votos | Roxana 6/10 votos | Benni 6/9 votos |
| Eliminado:         | C. Doenitz       | Carolina          | Mario            | Constanza         | Benni           |

## Competencias

### Equipos
| Semana | Equipo ganador | Equipo perdedor | Nominado perdedores | Nominado ganadores | Tipo de duelo | Eliminado   |
| ------ | -------------- | --------------- | ------------------- | ------------------ | ------------- | ----------- |
| 1      | Renacer        | Esperanza       | Susana              | María Paz          | Destreza      | María Paz   |
| 2      | Esperanza      | Renacer         | Francisca           | Daniela            | Fuerza        | Francisca   |
| 3      | Renacer        | Esperanza       | Pilar               | Susana             | Habilidad     | Pilar       |
| 4      | Renacer        | Esperanza       | Denisse             | María Belén        | Equilibrio    | María Belén |
| 5      | Renacer        | Esperanza       | Ignacio             | Cristián           | Agilidad      | Ignacio     |
| 6      | Renacer        | Esperanza       | Denisse             | Susana             | Habilidad     | Denisse     |
| 7      | Porvenir       | Refundación     | Álvaro              | C. Valdivia        | Equilibrio    | Álvaro      |
| 8      | Porvenir       | Refundación     | Lissette            | Carla              | Habilidad     | Lissette    |
| 9      | Porvenir       | Refundación     | Carla               | Susana             | Destreza      | Carla       |
| 10     | Refundación    | Porvenir        | Daniela             | Carolina           | Habilidad     | Daniela     |
| 11     | Porvenir       | Refundación     | Camila              | Jacqueline         | Equilibrio    | Camila      |
| 12     | Porvenir       | Refundación     | C. Valdivia         | Juan Pablo         | Destreza      | Juan Pablo  |
| 13     | Refundación    | Porvenir        | Lucky               | Pangal             | Destreza      | Lucky       |
| 14     | Porvenir       | Refundación     | Daniel              | C. Doenitz         | Habilidad     | Daniel      |

### Individuales
| Semana | Ganador     | Ganadora   | Perdedor   | Perdedora | Nominado perdedor | Nominado consejo | Tipo de duelo | Eliminado  |
| ------ | ----------- | ---------- | ---------- | --------- | ----------------- | ---------------- | ------------- | ---------- |
| 15     | C. Valdivia | Jacqueline | C. Doenitz | Carolina  | C. Doenitz        | Mario            | Habilidad     | C. Doenitz |
| 15     | C. Valdivia | Jacqueline | C. Doenitz | Carolina  | Carolina          | Roxana           | Habilidad     | Carolina   |
| 16     | Pangal      | Daniela    | Mario      | Constanza | Mario             | Benni            | Destreza      | Mario      |
| 16     | Pangal      | Daniela    | Mario      | Constanza | Constanza         | Roxana           | Destreza      | Constanza  |
| 17     | Pangal      |            | Frank      |           | Frank             | Benni            | Destreza      | Benni      |

### Semana 1
- Desafío de Inmunidad: La competencia es de resistencia. Cada participante deberá hacer equilibrio parado en un pie sobre la media esfera, y además, deberá sostener una bola en la palma de su mano. Quién más resista, gana.
  - Gobernadores: Valentina Roth y Frank Lobos.

- Desafío en Equipos: Cada equipo tendrá liberar cinco autos que se encuentran encadenados, trasladarlos hacia el camión, y subirlos a este. El equipo que primero traspase la línea de llegada con el camión cargado con los cinco autos, gana, y obtiene la inmunidad.
  - Equipo ganador: Renacer.

- Duelo de Eliminación: Primero, las duelistas deberán rescatar diez tubos de un andamio, uno a uno. Segundo, tendrán que cortar los tubos con una sierra a una medida predeterminada. Por último, mediante un sistema de poleas, tendrán que enganchar el tubo con unas tenazas, y trasladarlas con precisión hasta embocar los tubos en la estructura. Cada duelista tendrá que embocar diez tubos hasta armar una escalera, que les permitirá subir al andamio y tirar del trapecio. La primera que lo logre, será la vencedora, y permanecerá en “Año 0”.
  - Tipo de Duelo: Destreza.
    - Ganadora: Susana.
    - Eliminada: María Paz.

### Semana 2
- Desafío de Inmunidad: Los participantes deberán estar colgados de un trapecio a 10 metros de altura sobre una laguna, sosteniéndose solo con la parte superior del cuerpo. Aquel y aquella que dure más tiempo que el resto de sus contrincantes, ganará la inmunidad y los derechos de gobernar.
  - Gobernadores: Susana Salinas y Cristián Menares.

- Desafío en Equipos: La competencia es una carrera de obstáculos. El objetivo será armar un puente con tambores, que permita liberar el tambor que está colgado. Los participantes de cada equipo, de a uno, deberán atravesar un circuito que les exigirá fuerza, velocidad y equilibrio. Primero, deberán montarse sobre un caballete, luego hacer equilibrio sobre una viga, y finalmente tendrán que avanzar caminando sobre un tambor acostado. Al final del circuito, tendrán que tomar un tambor para armar el puente. El primer equipo que arme el puente, libere el tambor colgado y lo traslade al punto de partida, será el vencedor de la competencia.
  - Equipo ganador: Esperanza.

- Duelo de Eliminación: Cada duelista se ubicará en un extremo de la estructura metálica. Ejerciendo fuerza contraria a la de su contendor, deberá hacer girar la estructura para conseguir, una a una, las botellas. Daniela deberá tomar las botellas amarillas, y Francisca, las rojas. Quién primero consiga colocar seis botellas en el cajón, será la vencedora.
  - Tipo de Duelo: Fuerza.
    - Ganadora: Daniela.
    - Eliminada: Francisca.

### Semana 3
- Desafío de Inmunidad: Cada participante tendrá una estructura de cemento que deberá sostener. Quién más resista, sin que la misma caiga, obtiene el triunfo, y automáticamente adquiere la inmunidad.
Hombres: Los hombres deberán sostener la estructura con una cadena más larga, hecho que aumenta la dificultad a la hora de cumplir con el objetivo del juego.
  - Gobernadores: Carla Vargas y Cristián Menares.

- Desafío en Equipos: El objetivo será armar un puente con peldaños para alcanzar la bandera del color que los representa. Primero, deberán subir a la balsa y recorrer el primer tramo para obtener un peldaño, luego, continuarán el recorrido, hasta la segunda base, para entregar el peldaño a su compañero de equipo que armará el puente. El primer equipo que logre regresar al punto de partida con la bandera, será el vencedor de la competencia.
  - Equipo ganador: Renacer.
    - Premio: Adicionalmente, como premio al equipo ganador (además de la inmunidad), se les otorgará una caja. En este caso, la caja contiene ropa. Cabe destacar que este tipo de premios se otorgarán en las siguientes semanas a los participantes que resulten ganadores en las Competencias de Bienestar.

- Duelo de Eliminación: Con un brazo engrillado a una estructura de cobre, cada duelista deberá ir y venir trasladando petróleo de un balde a otro, con una vasija agujerada. Cuanto más tarde en realizar el circuito, más líquido perderá. Quién primero haga rebalsar el balde, se libere de la estructura, y golpee el tambor, será la ganadora.
  - Tipo de Duelo: Habilidad.
    - Ganadora: Susana.
    - Eliminada: Pilar.

### Semana 4
- Desafío de Inmunidad: En el terreno de competencia, hay un cajón relleno de arena para cada participante. Dentro de cada uno, hay siete argollas ocultas. Los participantes deberán encontrarlas y trasladarlas, una a una, al otro extremo del terreno. Quien logre ubicar las siete argollas en la estaca con su nombre, será el ganador, y obtendrá la inmunidad.
  - Gobernadores: Roxana Muñoz y Claudio Valdivia.

- Desafío en Equipos: Cada equipo, separado en parejas, debía transportar bloques de chatarra en un carro, el que era manejado por las mujeres y empujado por los hombres, el carro debía ser movido hasta una torre, sobre la cual otro integrante del equipo recibiría el bloque, el que sería subido a través de un sistema de poleas. Al subir 8 bloques, se bajaba una bandera, la que debía ser transportada al inicio y puesta en un tanque.
  - Equipo ganador: Renacer.

- Desafío de Bienestar: Trasladar 8 cajas de un lado a otro.
  - Ganadores: Daniela Neuman y Cristián Menares.

- Duelo de Eliminación:
  - Tipo de Duelo: Equilibrio.
    - Ganadora: Denisse.
    - Eliminada: María Belén.

### Semana 5
- Desafío de Inmunidad: En unos pilares, los participantes debían trasladar 11 tarros con la ayuda de una vara de hierro, en la cual los tarros eran enganchados para su traslado hasta la torre contraria.
  - Gobernadores: Roxana Muñoz y Daniel Morón.
- Desafío en Equipos:?.
  - Equipo ganador: Renacer.

- Desafío de Bienestar: Trasladar una construcción de 5 pisos, hasta un extremo. En ese punto, elevar la construcción implementando 5 pisos más, finalmente trasladar la pila hasta el punto de inicio y apoyarla sobre la mesa con las manosdescubiertas.
  - Ganadores: Daniela Neuman y Frank Lobos.

- Duelo de Eliminación:
  - Tipo de Duelo: Agilidad.
    - Ganador: Cristián.
    - Eliminado: Ignacio.

### Semana 6
- Desafío de Inmunidad:Los participantes debían sostenerse sobre dos barras y con los píes elevados.
  - Gobernadores: Carla Vargas y Cristián Menares.

- Desafío en Equipos:?.
  - Equipo ganador: Renacer.

- Desafío de Bienestar: Los participantes debian lanzar una bola, el participante que lanzara la bola más cerca de la línea será el ganador
  - Ganadores: Roxana Muñoz y Daniel Morón (A pesar de haber ganado la competencia de bienestar Daniel Morón él le cedió el beneficio a Lucky Buzzio).

- Duelo de Eliminación:
  - Tipo de Duelo: Habilidad.
    - Ganadora: Susana.
    - Eliminada: Denisse.

### Semana 7
- Desafío de Inmunidad: Los participantes debían trasladarse con un tambor sujetado por la espalda hacia un extremo, luego tomar una bandera y realizar el mismo circuito pero con dos tambores. En el caso de los hombres debían realizar lo mismo pero al final con tres tambores, el primero que lograra poner las dos banderas será el ganador.
  - Gobernadores: Daniela Neuman y Lucky Buzzio.

- Desafío en Equipos: En una balsa, de dos participantes debían trasladarse en ella, luego llegar a un extremo tomar un flotador y luego llegar a otro extremo donde tenían que colocar los flotadores, el primero que lograra levar cuatro flotadores y llegar al punto de llegada e ir a buscar la bandera será el equipo ganador.
  - Equipo ganador: Porvenir

- Desafío de Bienestar:Con una argolla colgada de una cadena que sostienen con una vara, los participantes deben parar 2 botellas, el primero que lo lograra era el ganador.
  - Ganadores: Susana Salinas y Daniel Morón.

- Duelo de Eliminación:
  - Tipo de Duelo: Equilibrio.
    - Ganador: Claudio Valdivia.
    - Eliminado: Álvaro.

### Semana 8
- Desafío de Inmunidad: Debido a que la semana pasada dos participantes fueron expulsados (Cristián y José), sumándose a la eliminación de Álvaro Burucker, el número de concursantes se redujo de manera inesperada. Es por esto que en la competencia individual no se jugará por la inmunidad, sino que solo por la gobernación, por la estadía en el domo y por un premio sorpresa.
  - Gobernadores: Susana Salinas y Pangal Andrade.

- Desafío en Equipos:?.
  - Equipo ganador: Porvenir.

- Duelo de Eliminación:
  - Tipo de Duelo: Habilidad.
    - Ganadora: Carla.
    - Eliminada: Lissette.

### Semana 9
- Desafío de Inmunidad: Los participantes debían transportarse a través de una estructura metálica, por medio de dos trozos de madera que estaban atados con cadenas, debían llevar extinguidores con ellos (4 los hombres, 3 las mujeres) de un lugar a otro, el primero en llevarlos obtenía la victoria.
  - Gobernadores: Jacqueline Gaete y Daniel Morón.

- Desafío en Equipos: Los equipos debían llenar un tambor con piedras, acarreándolas de un lugar a otro por medio de una especie de carretilla antigua con ganchos (donde se sujetaba el balde), uno de los miembros de cada equipo se encargaba de llenar los baldes al momento de llegar a su lugar, y otro se encargaba de vaciar el contenido del balde en el tambor, el primero que llenaba el tambor y por medio del peso hacía subir otro tambor que hacía equilibrio, obtenía la victoria.
  - Equipo ganador: Porvenir.

- Duelo de Eliminación:
  - Tipo de Duelo: Destreza.
    - Ganadora: Susana.
    - Eliminada: Carla.

### Semana 10
- Desafío de Inmunidad: Los participantes debían sostener una vara y junto a ella en sus manos poner una barra en cada mano que en el caso de las mujeres pesaba 5kg. cada uno y de los hombres 15kg. cada uno quien duraba más ganaba la competencia.
  - Gobernadores: Daniela Neuman y Mario Ortega.

- Desafío en Equipos: Los equipos debían acarrear un automóvil, soltando llantas que colgaban en una estructura, participaron en parejas, uno era el que empujaba el automóvil, y el otro era el que se subía en el techo y soltaba la llanta, al llegar al final se instalaban las ruedas y se atornillaban, al completar las 4 debían dar vuelta el auto y empujarlo hacia el inicio. El primero en tomar la bandera ganaba.
  - Equipo ganador: Refundación.

- Duelo de Eliminación:
  - Tipo de Duelo: Habilidad.
    - Ganadora: Carolina.
    - Eliminada: Daniela.

### Semana 11
- Desafío de Inmunidad:
  - Gobernadores: Pangal Andrade.

- Desafío en Equipos:
  - Equipo ganador: Porvenir.

- Duelo de Eliminación:
  - Tipo de Duelo: Equilibrio.

- -     - Ganadora: Jacqueline.
    - Eliminada: Camila.

### Semana 12
- Desafío de Inmunidad:
  - Gobernadores: Pangal Andrade.

- Desafío en Equipos:
  - Equipo ganador: Porvenir.

- Duelo de Eliminación:
  - Tipo de Duelo: Destreza.
    - Ganador: Claudio Valdivia.
    - Eliminado: Juan Pablo.

### Semana 13
- Desafío de Inmunidad: Los participantes hombres del equipo Porvenir debian sostener una barra atada a dos tambores. Quien resistía más, ganaba la competencía.
  - Gobernadores: Mario Ortega.

- Desafío en Equipos: Los equipos debían pasar por una estructura en altura, haciendo equilibrio, luego saltando a una piscina de barro y correr por ella. Siguiente a esto, debían correr por encima de una loma de tierra para llegar a otra estructura y tomar una parte de la escalera. Esto debían repetirlo 7 veces, hasta completar la escalera que les permitiría llegar a un automóvil suspendido en el aire que debían dejar caer.
  - Equipo ganador: Refundación.

- Duelo de Eliminación:
  - Tipo de Duelo: Destreza.
    - Ganador: Pangal.
    - Eliminado: Lucky.

### Semana 14
- Desafío de Inmunidad: Los participantes hombres del equipo Porvenir debian sostener una barra atada a dos tambores. Quien resistía más, ganaba la competencía.
  - Gobernador: Mario Ortega.

- Desafío en Equipos: Los equipos debian pasar por debajo de un túnel metálico enrejado, luego debian pasar entre estructuras para llegar a otro túnel que los llevaría a unos balones de gas vacíos, estos debian ser transportados devuelta y puestos en una hilera, los primeros en juntar los 6 balones de gas eran los ganadores.
  - Equipo ganador: Porvenir.

- Duelo de Eliminación:
  - Tipo de Duelo: Habilidad.
    - Ganador: Claudio Doenitz.
    - Eliminado: Daniel.

### Días 90 a 93
- Desafío Hombres: Debían llevar tambores de un extremo a otro, pasando debajo de una estructura, en total eran 8, por lo que debian ir empujando cada uno en manera ascendente, (primero 1, luego 2, etc.) hasta completar la cantidad total y llevar la bandera de su color al otro lado.
  - Hombre ganador y Gobernador: Claudio Valdivia.

- Duelo de Eliminación:
  - Tipo de Duelo: Habilidad.
    - Ganador: Mario.
    - Eliminado: Claudio Doenitz.

### Días 94 a 97
- Desafío Mujeres: Debían cruzar varios tambores tomando primero un saco, luego pasar por dos fierros en paralelo haciendo equilibrio, al llegar debían subir por una malla de acero para cruzarlo y bajar por una escalera, luego debian llegar hasta la estructura y subirla para amarrar los sacos, subirlos y dejarlos atados, la que lo hacía 3 veces y llegaba al principio con la bandera asignada era la ganadora.
  - Mujer ganadora: Jacqueline Gaete.

- Gobernadores: Jacqueline Gaete y Claudio Valdivia.

- Duelo de Eliminación:
  - Tipo de Duelo: Habilidad.
    - Ganadora: Roxana.
    - Eliminada: Carolina.

### Días 98 a 101
- Desafío Hombres: Debían tirar bloques tubulares de cemento a través de cadenas, el primero en alcanzar las 3 ganaba.
  - Hombre ganador: Pangal Andrade.

- Gobernadores: Jacqueline Gaete y Pangal Andrade.

- Duelo de Eliminación:
  - Tipo de Duelo: Destreza.
    - Ganador: Benni.
    - Eliminado: Mario.

### Días 102 a 105
- Desafío Mujeres: Debían empujar pelotas metálicas a través de una estructura en paralelo, luego pasarla por una piscina de barro, al llegar al otro extremo debían atarle cadenas, la primera en juntarlas todas (3 por lado) y que tomaba la bandera para volver al principio era la ganadora.
  - Mujer ganadora: Daniela Neuman.

- Gobernadores: Daniela Neuman y Pangal Andrade.

- Duelo de Eliminación:
  - Tipo de Duelo: Destreza.
    - Ganadora: Roxana.
    - Eliminada: Constanza.

### Días 106 a 113
- Desafío Hombres: Debían trasladar 5 tambores gigantes hasta llegar a una torre de metal, pasando antes por una piscina de barro, luego por una loma de tierra, y por varios obstáculos metálicos, al llegar a la torre debian atar los tambores y encajarlos en un espacio de la torre, el primero en hacerlo 5 veces y llevar la bandera era el ganador.
  - Hombre ganador y Gobernador: Pangal Andrade

- Duelo de Eliminación:
  - Tipo de Duelo: Destreza.
    - Ganador: Frank.
    - Eliminado: Benni.

## Año 0: Gran Final
La final se realizó el 18 de mayo de 2011, a las 22:20 horas, en el Fundo Agrícola San Ignacio, Calera de Tango, Chile. Obteniendo así a los mejores exponentes de la raza humana, de las mujeres fue Daniela Neuman, y de los hombres fue Pangal Andrade, Quienes obtuvieron un premio de $25.000.000 de pesos chilenos cada uno. A diferencia de los demás capítulos emitidos, la final fue mostrada en vivo, antes de que se iniciaran las pruebas en vivo, se mostraron las semifinales que se habían grabado previamente en el Cajón del Maipo.
| Parejas                 | Semifinalistas   | Tipo de Competencia                    | Finalistas     | Tipo de Duelo                      | Ganadores      |
| ----------------------- | ---------------- | -------------------------------------- | -------------- | ---------------------------------- | -------------- |
| Pareja Hombres Número 2 | Cristián Menares | Agilidad, Resistencia y Fuerza Física. |                | Destreza, Resistencia y Equilibrio |                |
| Pareja Hombres Número 2 | Pangal Andrade   | Agilidad, Resistencia y Fuerza Física. | Pangal Andrade | Destreza, Resistencia y Equilibrio | Pangal Andrade |
| Pareja Hombres Número 1 | Claudio Valdivia | Agilidad, Resistencia y Fuerza Física. |                | Destreza, Resistencia y Equilibrio |                |
| Pareja Hombres Número 1 | Frank Lobos      | Agilidad, Resistencia y Fuerza Física. | Frank Lobos    | Destreza, Resistencia y Equilibrio |                |
| Pareja Mujeres Número 2 | Daniela Neuman   | Resistencia, Velocidad y Equilibrio    | Daniela Neuman | Destreza y Equilibrio              | Daniela Neuman |
| Pareja Mujeres Número 2 | Jacqueline Gaete | Resistencia, Velocidad y Equilibrio    |                | Destreza y Equilibrio              |                |
| Pareja Mujeres Número 1 | Roxana Muñoz     | Resistencia, Velocidad y Equilibrio    |                | Destreza y Equilibrio              |                |
| Pareja Mujeres Número 1 | Susana Salinas   | Resistencia, Velocidad y Equilibrio    | Susana Salinas | Destreza y Equilibrio              |                |

## Pruebas extremas
| Día                 | Prueba                                  |
| 2 de enero de 2011  | Tomar su propia orina                   |
| 4 de enero de 2011  | Comer ojos de pescado                   |
| 9 de enero de 2011  | Comer arañas                            |
| 13 de enero de 2011 | Comer serpientes asadas                 |
| 3 de marzo de 2011  | Chupar sus propios calcetines           |
| 3 de marzo de 2011  | Subir un cerro con solo 1 litro de agua |

Las primeras 4 pruebas extremas del reality show fueron duramente criticadas por grupos de ambientalistas y defensores de los animales, la Policía de Investigaciones hizo una investigación a través de videos e hicieron un operativo para impedir la ingesta de animales muertos.